# ダニエル・チオカ
ダニエル・チオカ（ギリシア語: Ντανιέλ Τσιόκας / Ntaniel Tsiokas, 1971年6月19日-）はギリシャ代表卓球選手。

## 略歴
ルーマニアのクルージュ＝ナポカ出身。
1987年のヨーロッパユースチャンピオンであり、1995年のギリシャチャンピオン。
長年、ギリシャ代表として活躍しているベテランカットマン。フランスリーグのセスタスに在籍していたときは、松下浩二とチームメイトになり、カットマン同士のダブルスも組んだ。ITTFプロツアーでも、渋谷浩が参加していない場合、松下とダブルスを組むこともあった。
2007年のヨーロッパ選手権を最後に、しばらく国際大会から遠ざかっていたが、2008年のシンガポールオープンで約1年ぶりに復帰している。
所属クラブはイタリアのブレッシャ。

## プレースタイル
下半身を上手く使いきれていないため安定感に欠けるが、カットの切れ味に関しては世界一とも言われており、その切れ味は世界の一流選手達がスピードドライブを打とうとしても打てないほど。

## 主な戦績
- 1987年
  - バルカン選手権 男子シングルス優勝
  - ヨーロッパユース選手権アテネ大会 ジュニアの部 男子シングルス優勝
- 1993年
  - バルカン選手権 男子シングルス優勝
- 1994年
  - ヨーロッパ選手権バーミンガム大会 男子シングルス ベスト8
- 2000年
  - ヨーロッパ選手権ブレーメン大会 混合ダブルス ベスト4（イエ・シェップと）
- 2003年
  - ヨーロッパ選手権クールマイヨール大会 男子シングルス ベスト16
- 2004年
  - ITTFプロツアー・エジプトオープン 男子ダブルス ベスト4